# Edith Brown Clement
Edith Brown Clement dite Joy Brown Clement, née à Birmingham (Alabama) le 29 avril 1948, est avocate et juge de la cour d'appel des États-Unis pour le cinquième circuit depuis 1991.

## Carrière
Edith Brown Clement fait ses études à l'université de l'Alabama, où elle obtient une licence en 1969, et à la faculté de droit de l'Université Tulane, d'où elle sort Juris Doctor en 1972. Elle commence sa carrière comme assistante du juge Herbert W. Christenberry, à la cour du district oriental de Louisiane, de 1973 à 1975, après quoi elle travaille dans le privé à La Nouvelle-Orléans, et devient une spécialiste en droit maritime, jusqu'en 1991.
Le 1er octobre 1991 Clément est nommée à la cour du district est de Louisiane par le président George H. W. Bush. Ce choix est confirmé par le Sénat le 21 novembre de la même année par un vote sans opposition (99 voix contre 0) et elle prend ses fonctions le 25 novembre 1991. Elle reste à cette position jusqu'en 2001, année durant laquelle elle est élevée au rang de présidente de la cour.
Le 4 septembre 2001, elle est nommée par George W. Bush juge à la cour d'appel fédérale du cinquième circuit, et est à nouveau confirmée par le Sénat par 99 votes positifs et aucun négatif. Par conséquent, elle prend ses fonctions le 26 novembre 2001.
À la suite de la démission de Sandra Day O'Connor de son poste de juge (Associate Justice) à la Cour suprême le 1er juillet 2005, Edith Brown Clement est considérée comme ayant de grandes chances d'être nommée à la Cour suprême par George W. Bush. Bush nomme finalement Samuel Alito à la Cour.
Edith Brown Clement est mariée et a deux enfants.